# Construction de Dieu
La Construction de Dieu (en russe Богостроительство, Transliteration Bogostroitel'stvo) est un courant d'idée marxiste russe qui prônait l'édification et l'organisation d'une religion de l'humanité socialiste plutôt que l'abolition de la religion défendue par une interprétation strictement matérialiste du marxisme.
Ses principaux défenseurs furent, parmi les sociaux-démocrates, Anatoli Lounatcharski et Vladimir Bazarov, ainsi que les écrivains Maxime Gorki et Alexandre Bogdanov.

## Les précurseurs
L'idée d'une religion de l'humanité a été développée par Ludwig Feuerbach. Celle d'une construction prométhéenne d'un individu remplaçant Dieu est présente chez Nietzsche.
La superposition du plan des idées et des expériences, de l'idéalisme et du matérialisme, était quant à elle une des thèses fondamentales de l'empiriocriticisme de Richard Avenarius et d'Ernst Mach très admirés par ces penseurs russes.
La révolution française et son Culte de la Raison et de l'Être suprême fournissait quant à elle l'exemple d'une religion organisée par l'État selon les idéaux que celui-ci s'était fixé.
Enfin, face à un peuple russe profondément religieux, la préservation de la religion semblait un gage de succès pour une révolution et un nouveau projet de société.

## Développement
Dans le numéro de mars 1907 de la revue du Mercure de France, Maxime Gorki défend la position des Constructeurs de Dieu contre l'athéisme de Gueorgui Plekhanov pour qui les religions sont amenées à disparaître avec l'avènement du communisme.
C'est Anatoli Lounatcharski qui en développe les thèses : déjà, dans un premier essai, L'Athée (1908), il montrait que le matérialisme pur inspirait un pessimisme et une passivité qui empêchait toute construction socialiste. Il faut donc provoquer l'enthousiasme du peuple en insistant sur des valeurs de bien-être et de joie  (naslazhdenie) et proposer une religion de l'humanité centrée sur l'homme et le progrès.
Les deux tomes de son essai Religion et socialisme (1908) achèvent de poser la doctrine. L'émotion religieuse est primordiale et doit être redirigée pour construire le socialisme. Les hommes doivent construire une unité psychique de tous les individus, en reconnaissant la seule valeur des faits et des corps (est ainsi proposée un commandement à l'amour de ces derniers) et la valeur de l'action humaine. 
Lounatcharski percevait la dimension religieuse de la croyance en l'avènement inéluctable de la révolution et définissait la révolution de 1905 elle-même comme l'action des forces religieuses du peuple.
Le Christ n'était pas reconnu comme Dieu, mais respecté comme le premier des Communistes.
Des prières seraient adressées au génie humain et national, à l'humanité et au progrès et fortifieraient le désir de construire cette société à venir. L'appareil rituel serait complété par des rites, des temples et des théâtres où seraient représentées des pièces religieuses.

## Réactions
Cette doctrine ne fut jamais mise en pratique car elle fut violemment critiquée par Gueorgui Plekhanov ainsi que par Lénine.